# Aprophata nigrescens
Aprophata nigrescens là một loài bọ cánh cứng trong họ Cerambycidae.